# أندريا أفيلا
أندريا أفيلا (بالإسبانية: Andrea Ávila)‏ هي لاعبة قفز طويل أرجنتينية، ولدت في 4 سبتمبر 1970 في فيلا كارلوس باز في الأرجنتين.

## وصلات خارجية
- أندريا أفيلا على موقع الاتحاد الدولي لألعاب القوى (الإنجليزية)
- أندريا أفيلا على موقع اللجنة الأولمبية الدولية (الإنجليزية)
- أندريا أفيلا على موقع أوليمبيديا (الإنجليزية)